# Ujście Jezuickie
Ujście Jezuickie – wieś w Polsce, położona w województwie małopolskim, w powiecie dąbrowskim, w gminie Gręboszów.
W maju 1915 w okolicach wsi toczyły się ciężkie walki pomiędzy oddziałami austro-węgierskimi, w znacznym stopniu złożonymi z Chorwatów a oddziałami rosyjskimi. Na lokalnym cmentarzu spoczywa 351 osób, z czego 133 narodowości chorwackiej. W sierpniu 2020, z inicjatywy Ambasady Chorwacji w Polsce odsłonięto na cmentarzu tablicę pamiątkową poświęconą chorwackim ofiarom wojny.
28 i 29 lipca 1944 oddziały ukraińskie na służbie niemieckiej spacyfikowały wieś. W wyniku akcji śmierć poniosło 36 osób.
W latach 1975–1998 miejscowość administracyjnie należała do województwa tarnowskiego.
Wieś leży u ujścia Dunajca do Wisły, która w tym miejscu stanowi naturalną granicę z województwem świętokrzyskim. Przy samym ujściu Dunajca wieś do roku 2023 miała połączenie promowe przez Wisłę z lewobrzeżnym Opatowcem. Zanim powstała przeprawa promowa rzeki można było pokonać łodzią.

## Integralne części wsi
| SIMC    | Nazwa     | Rodzaj    |
| ------- | --------- | --------- |
| 0820230 | Podokręże | część wsi |
| 0820246 | Zadworze  | część wsi |

## Zabytki
- Cmentarz nr 251 z czasów I wojny światowej.

## Osoby związane z miejscowością
- Piotr Pawlina
- Jan Stanisław Świątecki (ur. 23 czerwca 1894, zm. wiosną 1940 w Charkowie) – podpułkownik piechoty Wojska Polskiego, ofiara zbrodni katyńskiej.